# 向太陽怒吼
《向太陽怒吼》為香港和臺灣歌手王傑的第五張國語專輯，發行於1990年1月7日，由飛碟唱片公司發行，唱片編號 : UFO-90123 。

## 專輯簡介
專輯為陳秀男、王傑共同製作，也是王傑成立WANG音樂工作室後，第一張自己參與製作的國語專輯，主打歌「向太陽怒吼」在台灣中廣知音時間排行榜上蟬聯4週冠軍，連同第二主打歌「別讓明天的太陽離開我」在榜上共停留18週，另外亦在新加坡電臺龍虎榜、大馬電臺翡翠龍虎榜、馬來西亞十大排行榜、台灣十大龍虎榜均拿下冠軍。

## 曲目
| 曲序 | 曲名                   | 曲                           | 詞                           | 編曲     | 附註                              | 粵語版本                               |
| 01   | 向太陽怒吼             | 陳志遠                       | 陳樂融                       | 陳志遠   | 電影《金馬大兵》主題曲            |                                        |
| 02   | 不要再說愛我           | 王傑                         | 王傑                         | 陳志遠   |                                   | 為何仍然未醉，收錄於專輯《人在風雨中》 |
| 03   | 給我一個天空           | 王傑                         | 廖瑩如                       | 陳志遠   |                                   |                                        |
| 04   | 如何相信這是夢         | 陳耀川                       | 陳耀川                       | 陳志遠   |                                   |                                        |
| 05   | 不再有我               | 王文清                       | 王文清                       | 陳志遠   |                                   |                                        |
| 06   | 別讓明天的太陽離開我   | 王傑                         | 王傑                         | 陳志遠   | 電影《血洗洪花亭》主題曲          | 夢話大話真話，收錄於專輯《人在風雨中》 |
| 07   | 愛讓我疲倦             | 陳志遠                       | 陳樂融                       | 陳志遠   |                                   | 大海一角，收錄於專輯《人在風雨中》     |
| 08   | Wildflower             | Doug Edwards Dave Richardson | Doug Edwards Dave Richardson | 陳志遠   | 原曲由 Skylark 主唱，於1973年發行 |                                        |
| 09   | 唯一的可愛             | 王傑                         | 王傑                         | 陳志遠   |                                   | 但願你了解，收錄於專輯《人在風雨中》   |
| 10   | 等待黎明(向太陽怒吼II) | 陳志遠                       |                              | Ricky Ho | 演奏曲                            |                                        |

## 唱片版本
- 錄音帶版
- CD版
- 黑膠唱片

## 專輯文案
有人問：王傑還是那麼孤獨

那麼不快樂嗎

在擁有了那麼多聲名與喝采之後

這個問題，我們不知道

也許吧

也許有很多人會因為聲名、喝采甚或財富而快樂

但是，一定也有人不

現在的王傑

當然不再是那個三餐不繼、落魄潦倒的窮小子了

他有了車子、有了自己的工作室

重新和自己的家人、女兒住在一起

表面上看來

他似乎已經不是以前的王傑了

王傑變了嗎？

從一方面來說，是的

王傑變得更有信心、更有機會

去實踐理想、伸展抱負

但從另一方面來說

他還是那個愛穿夾克和牛仔褲的王傑

他仍然覺得2000元一件的外套很貴

還是不肯失去一點點赤子之真

不後悔偶爾因倔強而得罪人

更重要的

是他對音樂的熱戀和工作的拼命

這些沒有變，也永遠不會變

兩年前

我們用「昨日的浪子、今日的巨星、明日的傳奇」

這樣看似聳動的文詞形容他

現在說明：他做到的

比我們想像的還多

飛，是飛起來了

但王傑心中想要的

是飛得更高、看得更遠

不只超越自己

還要------追上太陽！

讓我們期待並且祝福

屬於王傑和我們的無數明天

## 音樂錄影帶
- 向太陽怒吼
- 別讓明天的太陽離開我
- 如何相信這是夢（棚內單歌）